# Symphurus plagiusa
Symphurus plagiusa és un peix teleosti de la família dels cinoglòssids i de l'ordre dels pleuronectiformes que viu a l'Atlàntic occidental (des de Nova York fins a Florida, el nord del Golf de Mèxic fins a l'Estat de Campeche, les Bahames i Cuba).